# Maël-Carhaix
Maël-Carhaix is een gemeente in het Franse departement Côtes-d'Armor, in de regio Bretagne. De plaats maakt deel uit van het arrondissement Guingamp. Maël-Carhaix telde op 1 januari 2022 1.455 inwoners.

## Geografie
De oppervlakte van Maël-Carhaix bedroeg op 1 januari 2022 36,57 vierkante kilometer; de bevolkingsdichtheid was toen 39,8 inwoners per km².
De onderstaande kaart toont de ligging van Maël-Carhaix met de belangrijkste infrastructuur en aangrenzende gemeenten.

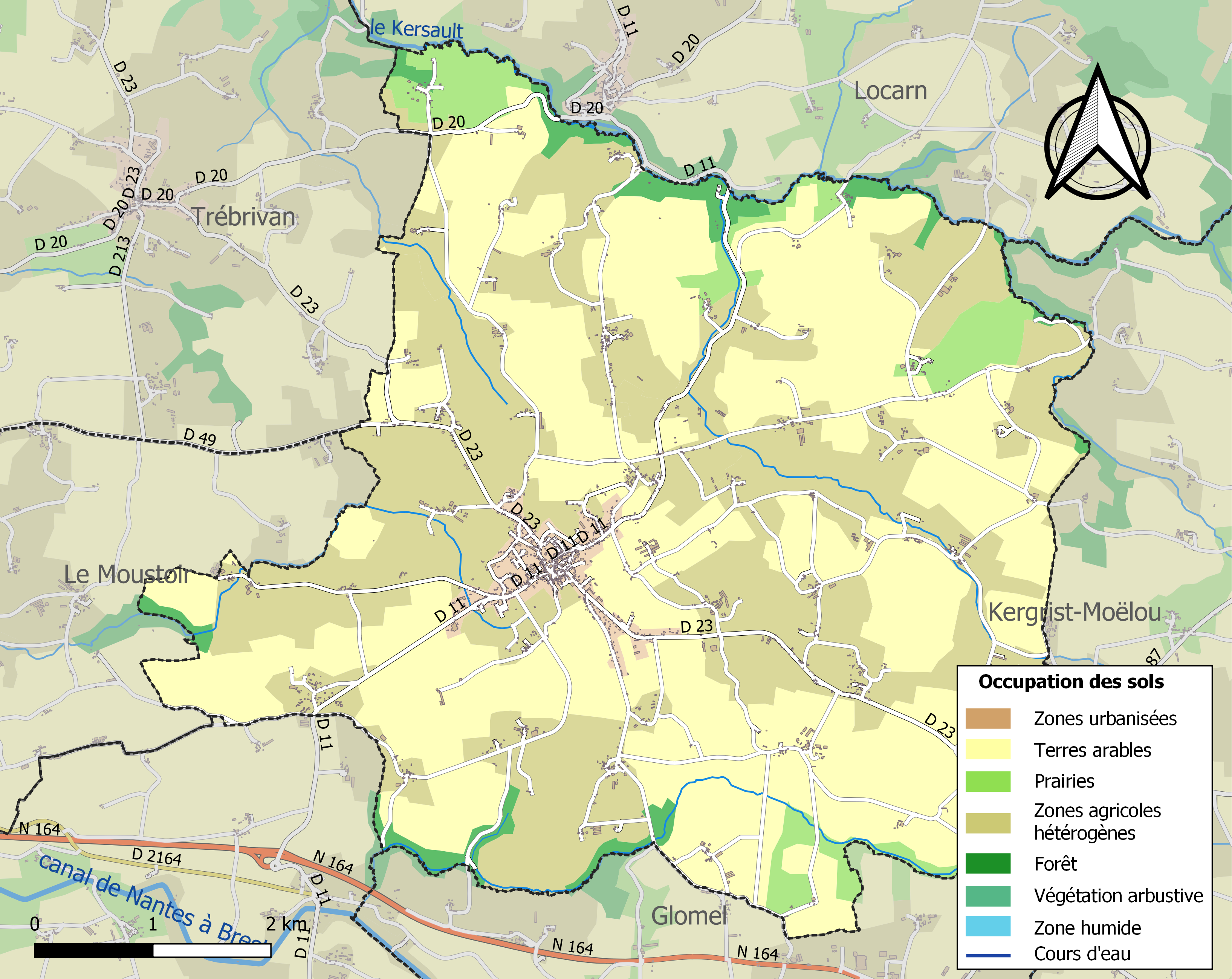

## Demografie
Onderstaande figuur toont het verloop van het inwonertal (bron: INSEE-tellingen).